# Жан-П'єр Жене
Жан-П'єр Жене́ (фр. Jean-Pierre Jeunet, *3 вересня 1953, Роанн, Франція) — французький кінорежисер і сценарист. Його фільми — це сповнені символіки та підвищеної чутливості фантазії, що характеризуються деталізованими, глибоко продуманими сценами та сюжетами. За жанром — суміш комедії, драми та мелодрами, іноді трилеру.

## Життя
Жан-П'єр Жене народився 3 вересня 1953 у місті Роанні (Франція, департамент Луара).
Жене придбав свою першу камеру у сімнадцятирічному віці і знімав короткометражні фільми, навчаючись анімації у «Сінематіон Студіос». Режисерської освіти не отримав.
Наприкінці 1970-х Жене потоваришував з Марком Каро, дизайнером та художником коміксів, котрий надовго став його співрежисером.
У 1995 році був членом журі Венеційського кінофестивалю.
Одружений з Лізою Салліван.

## Творчість
Спільно з Марком Каро Жене створив кілька анімаційних фільмів, що отримували різні нагороди (Втеча, 1978; Манеж, 1980). Його першим неанімаційним фільмом став «Бункер останньої черги» (Le bunker de la dernière rafale, 1981) — короткометражка про зростаючу параною серед солдатів у похмурому футуристичному світі, суміш наукової фантастики і героїчного фентезі. Згодом він зняв ще дві короткометражки (Немає спокою для Біллі Бракко, 1984; Нісенітниці, 1989). Усі ці фільми отримували багато європейських кінонагород. Жене також знімав телевізійні реклами та відеокліпи.
Першим значним фільмом Жене і Каро стала повнометражна картина «Делікатеси» (Delacatessen, 1991). Це чорна комедія, дія якої відбувається в охопленому голодом пост-апокаліптичному світі. Люди, що винаймають квартири над магазином делікатесів, змушені розплачуватись з м'ясником і одночасно власником квартир собою.
Наступною картиною стало «Місто загублених дітей» (Le cite des enfants perdus, 1995) — похмурий, багаторівневий фентезійний фільм, зі складним переплетеним сюжетом про лікаря, який викрадає дітей, щоб відібрати у них їхні сни. Жене і Каро працювали над фільмом понад 10 років.
Успіх «Міста загублених дітей» призвів до запрошення Жене на режисерство у цикл «Чужий», де він зняв «Чужий 4: Воскресіння» (Alien: Resurrection, 1997). Хоча у титрах вказано лише Жене, але Марк Каро також брав участь у зйомках, працюючи над художнім дизайном. Цей фільм прохолодно зустріли критики, проте він став комерційно успішним.
Після «Чужого» Жене повернувся працювати у Францію. Робота в Голівуді дала йому можливість зняти його наступний проект — фільм «Амелі» (Amélie) за участю Одрі Тоту та Матьє Кассовіца. «Амелі» легший і більш романтичний фільм за попередні, імовірно через мінімальну участь у його створенні Марка Каро. Це історія про дівчину, що захоплюється творенням хороших справ і послуг людям, але не може знайти свого власного кохання. Картина здобула значний комерційний успіх й одночасно визнання критиків, була висунута у кількох номінаціях «Оскара». За цей фільм Жан-П'єр Жене отримав нагороду європейської кіноакадемії як «найкращий режисер».
У 2004 році вийшов фільм «Тривалі заручини» (A Very Long Engagement) — екранізація роману Себастьяна Жапрізо, дія якого розгортається після Першої світової війни, протягом якого жінка (яку грає Одрі Тоту) шукає свого зниклого нареченого.
У 2005 році було анонсовано, що Жене погодився бути режисером екранізації роману Яна Мартела «Життя Пі» для студії «Твентіс Сенчурі Фокс» (20th Century Fox).

### Стиль
Фільми Жене вирізняються їхньої кольоровою гамою, де переважають тони сепії, а також насичені червоний, жовтий, синій та зелений кольори. Це створює чуттєву та по-своєрідному фантастичну атмосферу.
Для своїх фільмів Жене підбирає акторів з незвичними обличчями та часто використовує ширококутові лінзи для викривлення людських рис і поз. Дуже часто використовується ретельно продуманий рух камери (крану).
У всіх фільмах грає Домінік Піньйон. У фільмах часто грають Жан-Клод Дрейфус, Одрі Тоту, Руфус, Серж Мерлін.
Персонажі Жене переважно сироти або напівсироти. Сюжети часто про любов між двома незвичними і самотніми людьми (Амелі і Ніно, Матільда і Манех, Луазон і Жулі).
Завершальні титри фільмів завжди містять фотографії усіх акторів, що грали у картині.

### Цікаві деталі
Жан-П'єр Жене відхилив пропозицію знімати фільм «Гаррі Поттер і Орден Фенікса» (2007).

## Фільмографія

### Повнометражні фільми
- 1991 — Делікатеси / Delicatessen (спільно з Марком Каро)
- 1995 — Місто загублених дітей / La Cité des enfants perdus (спільно з Марком Каро)
- 1997 — Чужий 4: Воскресіння / Alien: Resurrection
- 2001 — Амелі / Le Fabuleux Destin d'Amélie Poulain
- 2004 — Тривалі заручини / Un long dimanche de fiançailles
- 2009 — Мікмакс / Micmacs à tire-larigot
- 2013 — Неймовірна подорож містера Співета / L'Extravagant Voyage du jeune et prodigieux T. S. Spivet
- 2022 — Критичний баг / Bigbug

### Короткометражні фільми
- 1978 — Втеча / L'évasion (спільно з Марком Каро, анімаційний)
- 1979 — Манеж / Le Manège (спільно з Марком Каро, анімаційний, 10 хв.)
- 1981 — Бункер останньої черги / Le Bunker de la dernière rafale (спільно з Марком Каро, 26 хв.)
- 1984 — Немає спокою для Біллі Бракко / Pas de repos pour Billy Brakko (спільно з Марком Каро, анімаційний, 5 хв.)
- 1989 — Нісенітниці / Foutaises (спільно з Марком Каро, 8 хв.)

### Рекламні ролики
- 1993 — Безкоштовний дзвінок / Freecall (для англійської телекомунікаційної компанії)
- 1999 — Кліотерапія / Cliothérapie (для Рено Кліо)

### Відеокліпи
- 1984 — La fille aux bas Nylons, de Julien Clerc
- 1985 — Zoolook, de Jean Michel Jarre (avec Marc Caro)
- 1987 — Tombé pour la France, d'Etienne Daho
- 1987 — Hélène, de Julien Clerc
- 1988 — Souvenez vous de nous, de Claudia Phillips
- 1989 — Cache ta joie, de Claudia Phillips
- 1991 — L'autre joue, de Lio